# Piotr Śliwka (duchowny)
Piotr Śliwka (ur. 17 maja 1956 w Środzie Śląskiej) – polski duchowny katolicki, kapelan Jego Świątobliwości; opozycjonista związany z NSZZ „Solidarność”.

## Biografia
Urodził się w 1956 roku w Środzie Śląskiej. Po ukończeniu szkoły średniej zdecydował się wstąpić do stanu kapłańskiego, podejmując w 1975 roku studia na Papieskim Wydziale Teologicznym we Wrocławiu. 23 maja 1981 roku otrzymał święcenia kapłańskie we wrocławskiej archikatedrze św. Jana Chrzciciela z rąk abpa Henryka Gulbinowicza.
Bezpośrednio po święceniach kapłańskich został skierowany decyzją metropolity wrocławskiego w 1981 roku do pracy duszpasterskiej jako wikariusz w parafii Niepokalanego Poczęcia Najświętszej Maryi Panny w Bogatyni (do 1984 roku), a następnie parafii św. Jakuba Apostoła w Sobótce (do 1987 roku), parafii św. Mikołaja w Nowej Rudzie (do 1989 roku) oraz parafii Świętych Apostołów Piotra i Pawła w Oławie.
W 1991 roku został ustanowiony proboszczem parafii św. Józefa Oblubieńca w Kwietnikach, a potem od 1993 roku w parafii Świętych Apostołów Piotra i Pawła w Wałbrzychu (do 2012 roku).
W związku z erygowaniem przez papieża Jana Pawła II w 2004 roku diecezji świdnickiej z terenów dotychczasowej archidiecezji wrocławskiej oraz diecezji legnickiej, został inkardynowany do duchowieństwa nowo powstałego biskupstwa. W 2005 roku objął urząd referenta Wydziału Gospodarczego Świdnickiej Kurii Biskupiej (do 2018 roku) i do asystenta kościelnego Akcji Katolickiej Diecezji Świdnickiej (do 2007 roku). W 2007 roku także objął probostwo w parafii św. Józefa Oblubieńca w Świdnicy. Od 2008 roku otrzymał funkcję dyrektora nowo powstałego Muzeum Diecezjalnego w Świdnicy oraz archiwisty diecezjalnego, którą sprawował do 2018 roku.
W 2012 roku został mianowany proboszczem katedralnej parafii św. Stanisława i św. Wacława w Świdnicy oraz dziekanem dekanatu wschodnioświdnickiego (do 2023 roku). Ponadto posiada tytuł prałata (kapelan Jego Świątobliwości) i wchodzi w skład świdnickiej kapituły katedralnej jako kanonik gremialny. 

## Działalność opozycyjna
Jeszcze w trakcie studiów teologicznych związał się z opozycją, należąc do współorganizatorów dolnośląskich struktur NSZZ „Solidarność” we wrześniu 1980 roku. W ramach tych działań odprawiał nabożeństwa w intencji ludzi pracy, organizował spotkania, udostępniał lokal przy kościele opozycjonistom. Należał do współpracowników Klubu Inteligencji Katolickiej na obszarze województw wrocławskiego oraz wałbrzyskiego.
Po wprowadzeniu stanu wojennego w Polsce 13 grudnia 1981 roku otaczał swoją opieką duszpasterską rodziny internowanych i represjonowanych. Poza tym organizował wypoczynek dla dzieci opozycjonistów, jak i konferencje edukacyjne o charakterze patriotycznym. W latach 1981–1982 należał do bliskich współpracowników Karola Modzelewskiego i Solidarności Polsko-Czechosłowackiej. Będąc kapelanem Duszpasterstwa Ludzi Pracy często odprawiał msze za Ojczyznę. Organizował Tygodnie Kultury Chrześcijańskiej. Popierał działania powstającego w 1988 roku Komitet Obywatelski „Solidarność” Ziemi Kłodzkiej.
Od połowy lat 80. XX wieku prowadził działalność jako kolporter pism podziemnych: „Robotnika”, „Tygodnika Mazowsze”, „Z dnia na dzień”, „Solidarności Walczącej”, „Biuletynu Dolnośląskiego” oraz książek paryskiej „Kultury”, „NOWej”. W 1988 roku należał do współzałożycieli pisma „Żółw” w Nowej Rudzie. Odpowiadał za przepisywanie, druk, dostawę materiałów poligraficznych i sprzętu – czasem sam konstruując maszyny drukarskie. Pismo drukowano u niego na plebanii parafii św. Mikołaja. W listopadzie 1989 roku zaczęło ono wychodzić legalnie jako „Ziemia Kłodzka”, która była „tworzona w grupie entuzjastów walki o wolną Polskę”. Wśród nich w literaturze przedmiotu ks. Piotr Śliwka wymieniany jest obok Warcisława Martynowskiego i Stanisława Łukasika. Czasopismo to otrzymało liczne wyróżnienia polskie i zagraniczne, m.in. nagrodę „Kultury” paryskiej przyznaną przez Jerzego Giedroycia w 1996 roku.

## Odznaczenia
W uznaniu dla jego zasług został odznaczony w 2006 roku Krzyżem Semper Fidelis, a w 2011 roku Złotym Krzyżem Zasługi. Jego współpracownik w działalności opozycyjnej Julian Golak określił go w laudacji podczas odznaczania Krzyżem Zasługi, „cichym bohaterem stanu wojennego”, który „położył wybitne zasługi dla naszego państwa i społeczeństwa”.